# Cyathea robertsiana
Cyathea robertsiana là một loài thực vật có mạch trong họ Cyatheaceae. Loài này được (F. Muell.) Domin mô tả khoa học đầu tiên.